# Paraíso Esporte Clube
Paraíso Esporte Clube é uma agremiação esportiva da cidade de Paraíso do Tocantins criada em 2006 com a extinção de Intercap Esporte Clube e Clube Atlético Paraíso. Suas cores são as mesmas da bandeira brasileira: verde, amarelo, azul e branco.
Se destaca no futebol feminino, com sua equipe sendo a maior vencedora do campeonato estadual da modalidade, com cinco títulos, o último em 2021.

## Títulos

### Futebol feminino
- Campeonato Tocantinense: 5

(2013, 2016, 2017, 2020 e 2021)

## Desempenho em competições oficiais
Campeonato Tocantinense
| Ano  | 2007 | 2008 | 2009 | 2010 | 2011 | 2012 | 2013 | 2014 | 2015 | 2016 | 2017 | 2018 |  |
| Pos. | 6º   | 11º  | 5º   | 5º   | 6º   | 7º   | —    | —    | 5º   | 4º   | 5º   | 7º * |  |
| ---- | ---- | ---- | ---- | ---- | ---- | ---- | ---- | ---- | ---- | ---- | ---- | ---- |  |

* Desistiu de disputar o Campeonato
Campeonato Tocantinense (2ª Divisão)
| Ano  | 2012 | 2013 | 2014 |
| Pos. | 6º   | —    | 2º   |
| ---- | ---- | ---- | ---- |

Legenda:
| Campeão Vice-campeão Rebaixado à divisão inferior |